# Alex Riveiro
Alex Riveiro   (Vigo, 1977) és un escriptor i divulgador científic gallec.
Llicenciat en física per la Universitat de Santiago de Compostel·la i màster en astrofísica per la Universitat Complutense de Madrid, està interessat en la divulgació científica. Per això el 2012 va crear el blog Astrobitácora. Ha defensat per diferents mitjans l'ús de la ciència enfront al terraplanisme o arguments pseudocientífics.
Ha escrit dues novel·les de ciència-ficció. Hacia las estrellas: Una breve guía del universo (2017) va rebre el Premi Hugo a la millor novel·la de ciència-ficció en espanyol. Després va escriure Más allá de las estrellas: ¿Estamos solos en el universo? (2020).